# 塘市镇
塘市镇，是中华人民共和国湖南省郴州市桂阳县下辖的一个乡镇级行政单位。

## 行政区划
塘市镇下辖以下地区：
塘市村、江溪村、钱河村、公坪村、千秋村、羊址村、天塘村、水尾村、罗塘村、贤江村、田乾村、壕坪村、赵家村、阳湾村、茶元村、高岭村、天林村和排泉村。